# 尉迟僧伽罗摩
尉遲僧伽罗摩，（梵语名Viśa' Sangrāma，？—999年），尉遲達磨之子。985年至999年间任于阗国王，年号天兴。